# Cisco Discovery Protocol
Cisco Discovery Protocol of CDP is een propriëtair routeringsprotocol, ontwikkeld door Cisco Systems en draaiend op laag 2 van het OSI-model, dat wordt gebruikt om informatie te verzamelen over rechtstreeks aangesloten Cisco-apparatuur.

## Werking
CDP werkt op de datalinklaag, en hierdoor is het mogelijk om apparatuur, zoals switches of routers, die verschillende netwerklaag-protocols (IP, IPX, ..., enz.) draaien toch elkaar te laten herkennen en informatie uit te laten wisselen. CDP draait op routers met minstens Cisco IOS versie 10.3, Cisco-switches en Cisco-hubs. Het protocol wordt standaard geactiveerd bij het opstarten en zal automatisch rechtstreeks aangesloten Cisco-apparatuur ontdekken. Om apparatuur die meer dan één hop verder ligt van de console te ontdekken, is het mogelijk om in te loggen via Telnet en op die manier de apparatuur die hiermee is verbonden te 'zien'.
CDP-apparatuur stuurt standaard elke 60 seconden CDP-aankondigingen naar het multicast-adres 01-00-0C-CC-CC-CC. Elk Cisco device dat CDP ondersteunt slaat de ontvangen informatie van zijn Cisco buren op in een tabel die kan bekeken worden via specifieke commando's. De CDP-tabel wordt automatisch geüpdatet bij elke aankondiging, en apparaten die drie aankondigingen na elkaar niet van zich laten horen worden verwijderd uit de tabel (standaard na 180 seconden).
Interfaces die CDP-apparatuur verbinden moeten het Subnetwork Access Protocol (SNAP) ondersteunen.

## Informatie verkregen via CDP
- Identificatie: bijvoorbeeld de hostnaam van de switch
- Adreslijst: maximum één netwerklaag-adres voor elk ondersteund protocol, bijvoorbeeld een IP-adres
- Poortidentificatie: de naam van de lokale en remote poort, bijvoorbeeld ethernet0
- Lijst van mogelijkheden: eigenschappen van het toestel, bijvoorbeeld router of switch
- Platform: de hardware van het toestel, bijvoorbeeld Cisco 3750 series switch
- Netwerkverbinding: duplex-instelling van remote poort

## Alternatieven
Een niet-propriëtair alternatief voor CDP is het IEEE 802.1AB Link Layer Discovery Protocol (LLDP), dat ook door veel Cisco-producten ondersteund wordt. Binnen gemixte omgevingen met naast Cisco ook apparatuur van andere producenten is het vaak aan te raden LLDP in plaats van, of naast, CDP te gebruiken.